# Camiers
Camiers (picardisch Camié) ist eine französische Gemeinde mit 2.633 Einwohnern (Stand 1. Januar 2022) im Département Pas-de-Calais in der Region Hauts-de-France. Sie gehört zum Arrondissement Montreuil und zum Kanton Étaples. Die Einwohner werden Camiérois genannt.
Zu Camiers gehört auch das kleine Seebad Saint-Cécile-Plage.

## Geographie
Die Gemeinde Camiers liegt am Ästuar des Flusses Canche in den Ärmelkanal an der Côte d’Opale (Opalküste), 20 Kilometer südlich von Boulogne-sur-Mer. Nachbargemeinden von Camiers sind Dannes im Norden, Widehem im Nordosten, Lefaux im Südosten sowie Étaples im Süden. Am östlichen Rand der Gemeinde führt die Autoroute A16 entlang.

## Geschichte
Während des Ersten Weltkrieges waren hier mehrere Depots der französischen Armee eingerichtet.

### Bevölkerungsentwicklung
| Jahr                       | 1962 | 1968 | 1975 | 1982 | 1990 | 1999 | 2006 | 2012 | 2022 |
| -------------------------- | ---- | ---- | ---- | ---- | ---- | ---- | ---- | ---- | ---- |
| Einwohner                  | 1764 | 2088 | 2064 | 2093 | 2176 | 2252 | 2605 | 2686 | 2633 |
| Quellen: Cassini und INSEE |      |      |      |      |      |      |      |      |      |

## Sehenswürdigkeiten

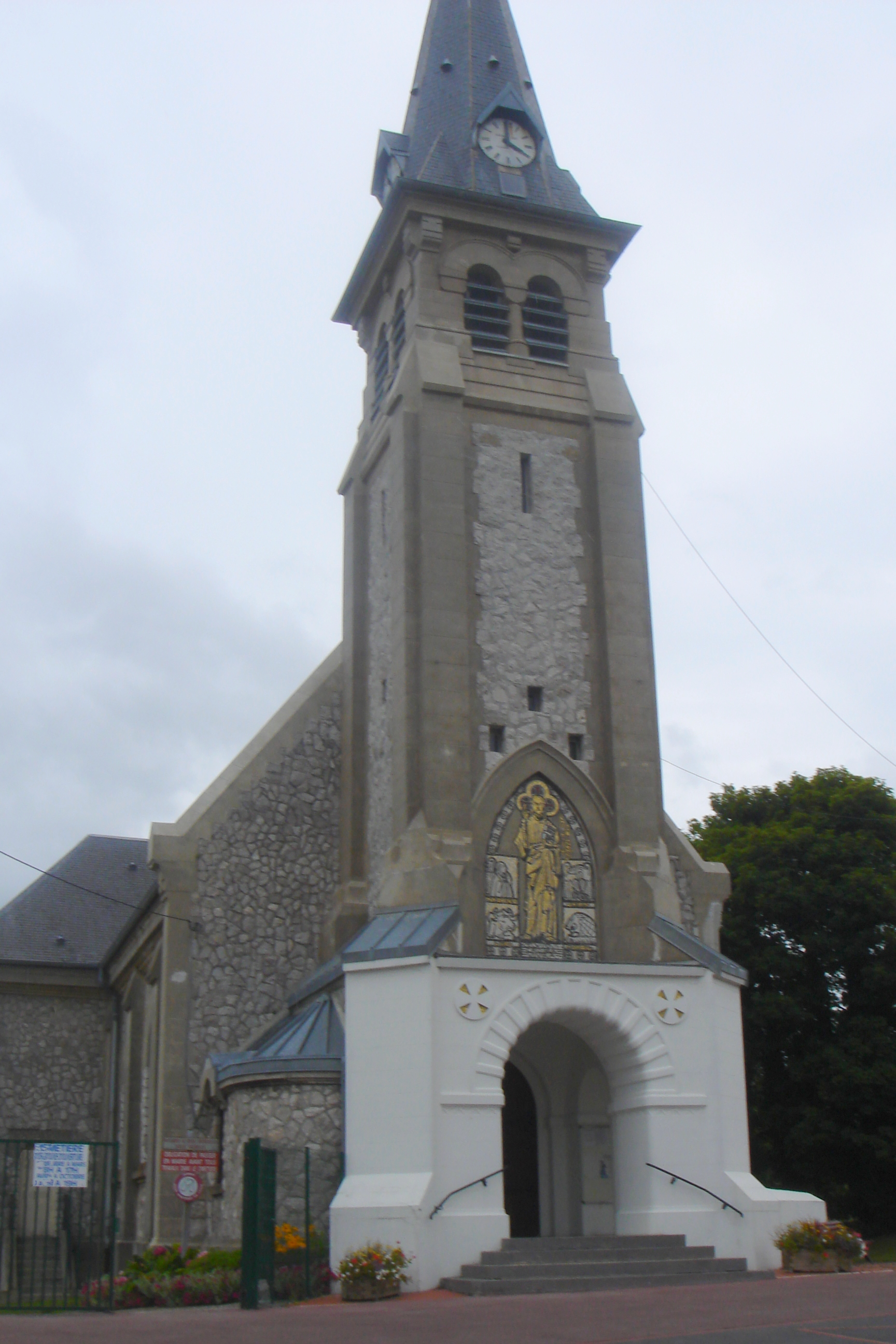
Kirche Notre-Dame-de-la-Mer
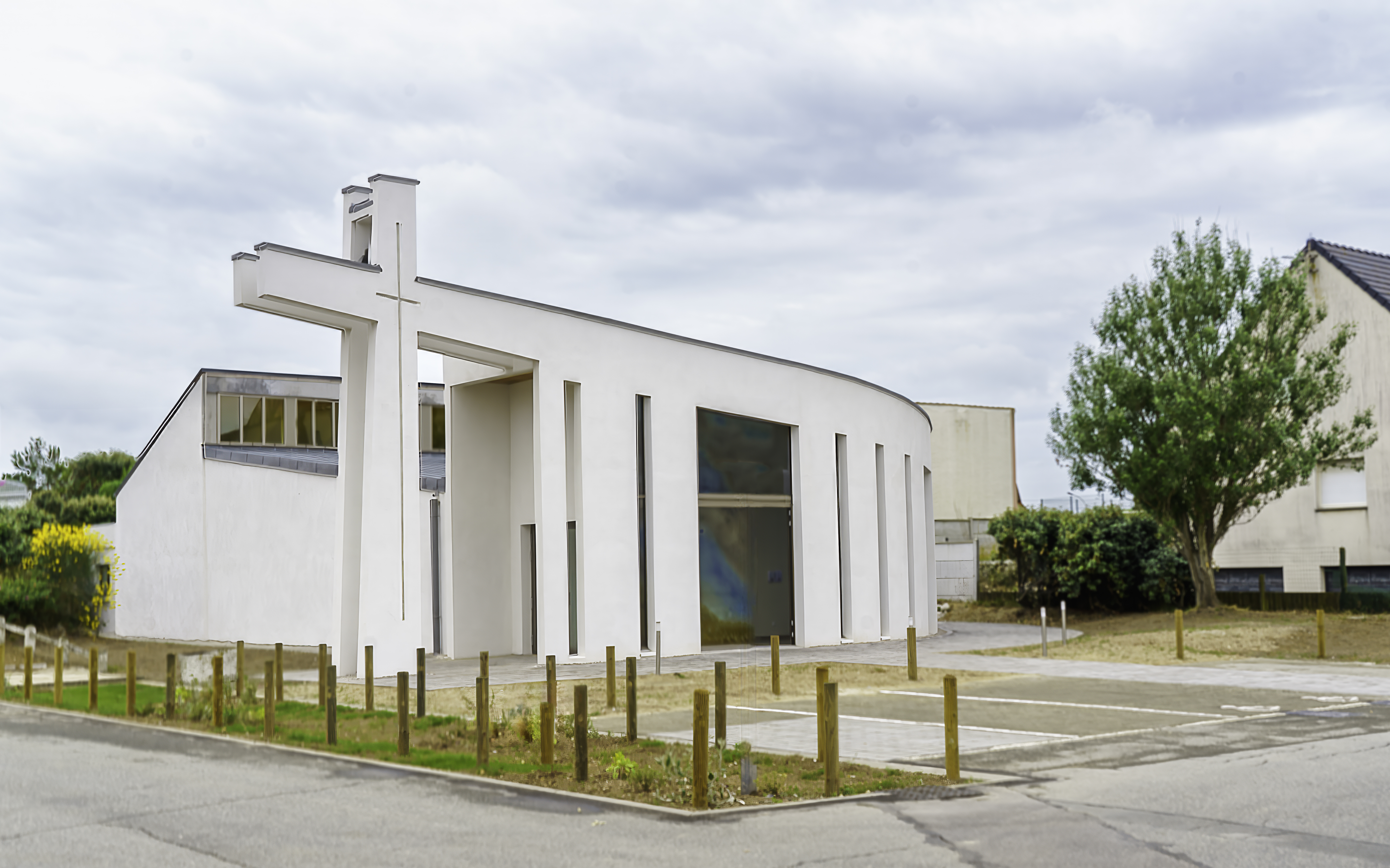
Kapelle Saint-Félicien im Ortsteil Saint-Cécile-Plage
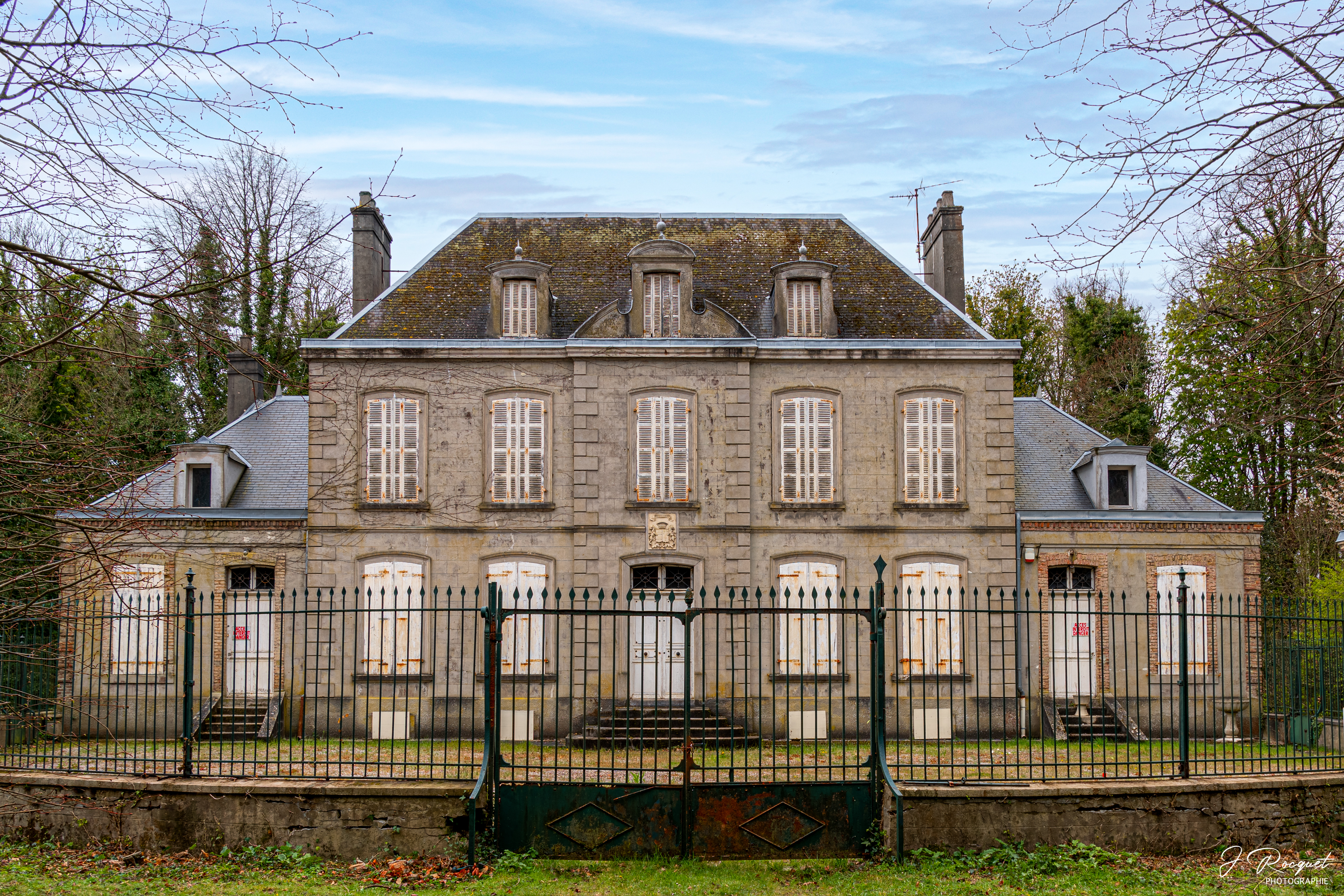
Schloss Le Rohart
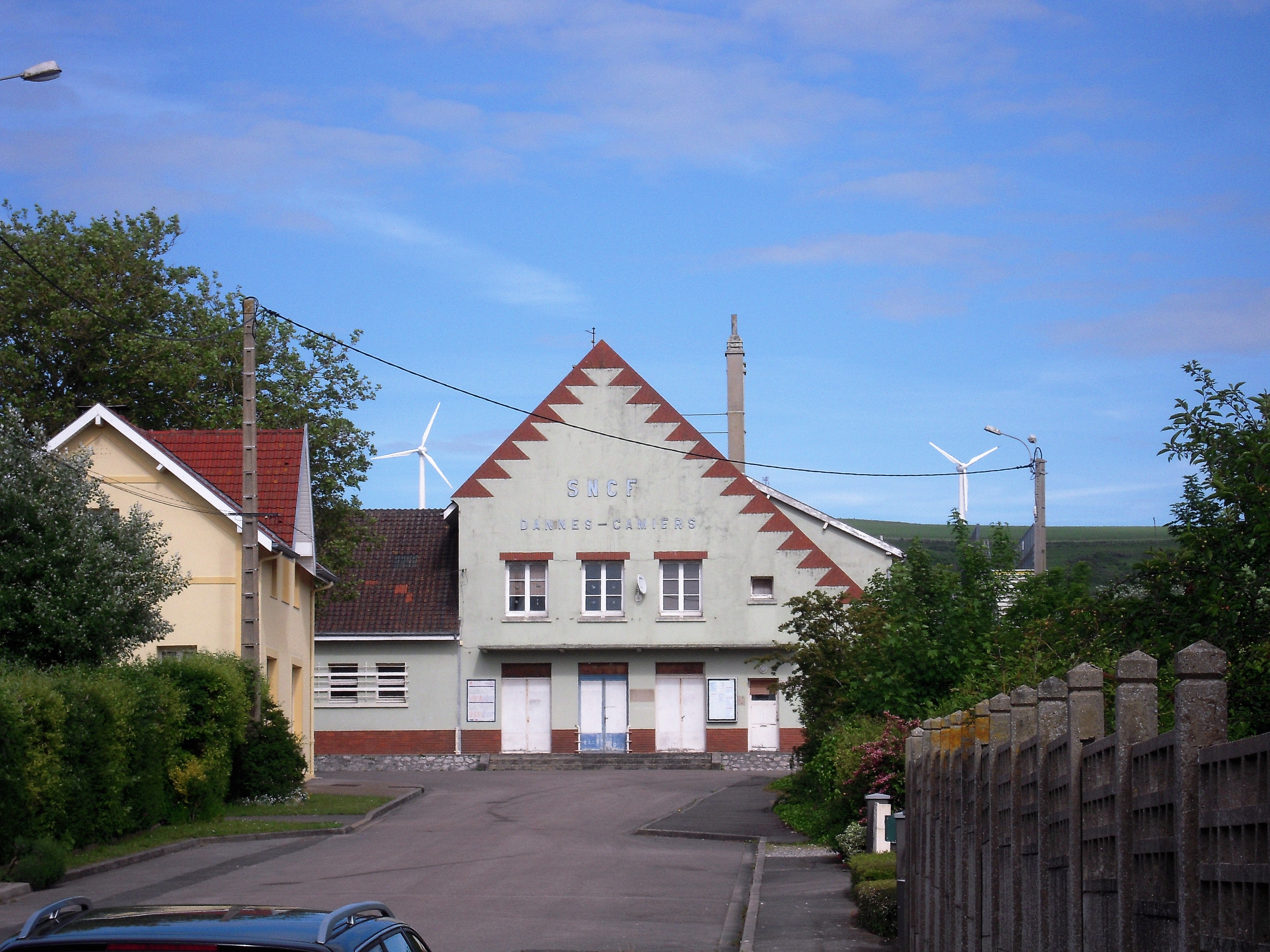
Bahnhof Dannes-Camiers
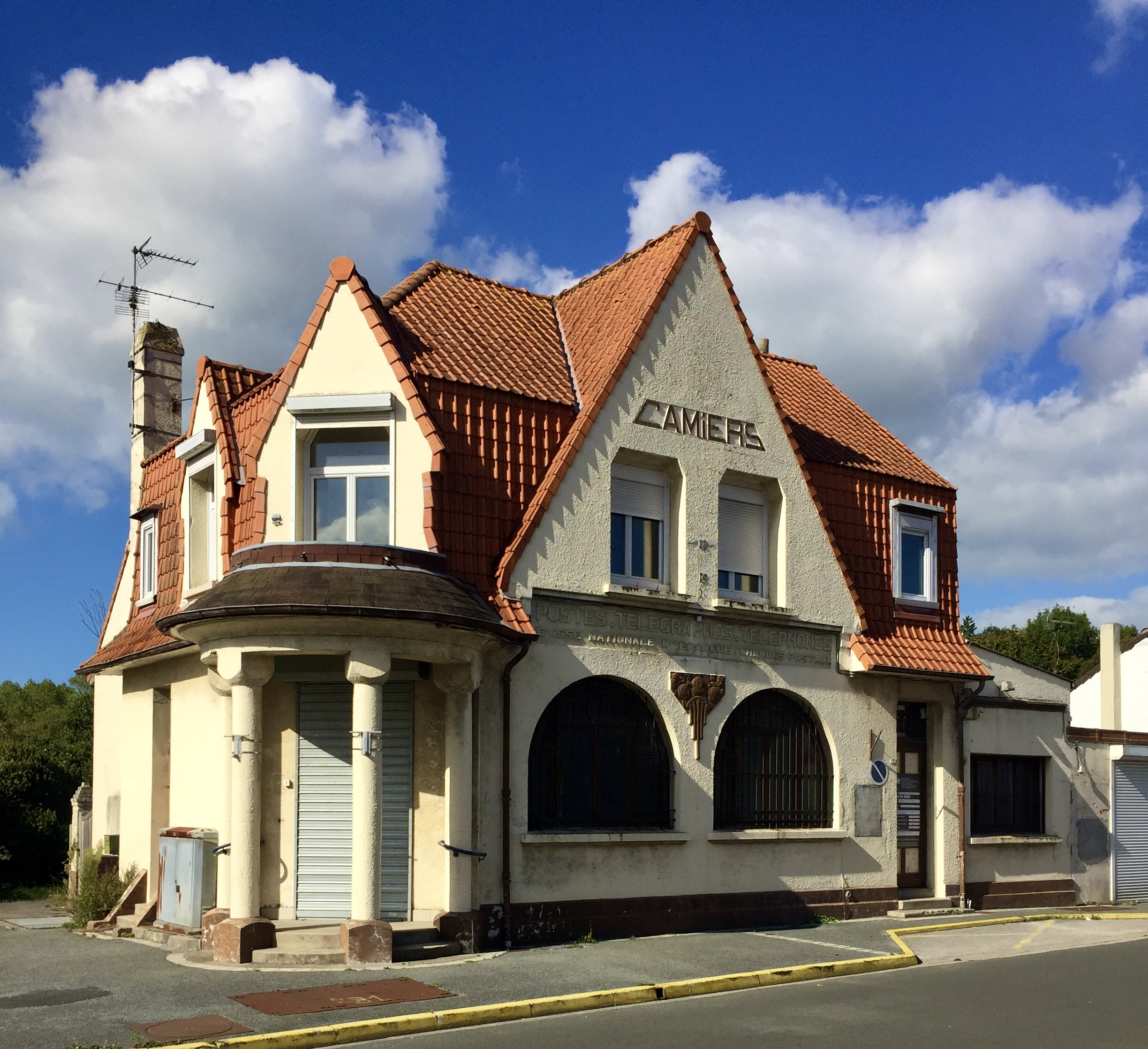
Postamt
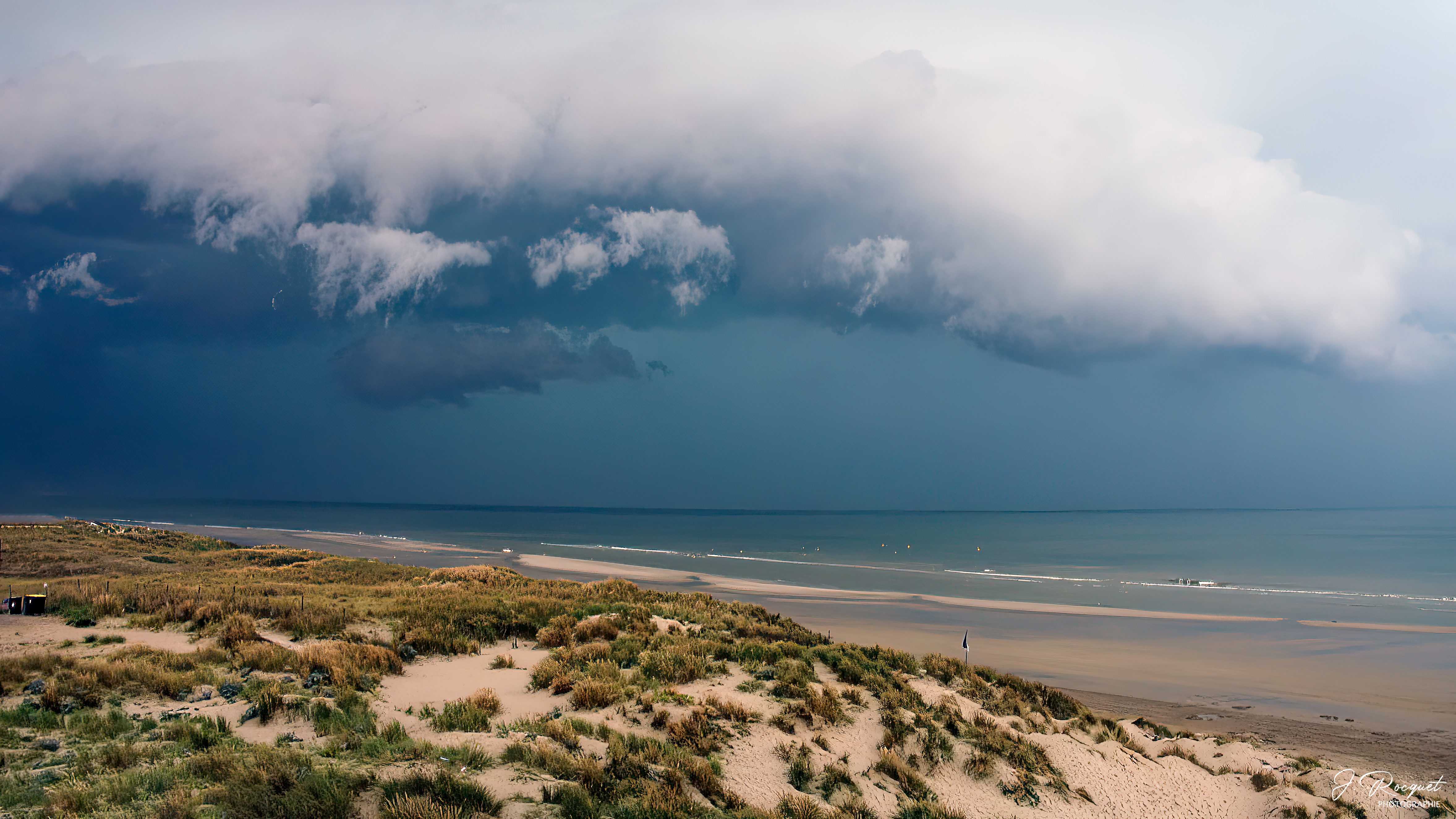
Strand

- Mühle

- Kirche Notre-Dame-de-la-Mer
- Kapelle Saint-Félicien im Ortsteil Saint-Cécile-Plage
- Schloss Le Rohart
- Bahnhof Dannes-Camiers
- Postamt
- Strand